# Cecil William Haydon
Cecil William Haydon, britanski general, * 23. februar 1896, † 1. junij 1942, Libija.